# Michele da Ferla
Michele Da Ferla (o La Ferla) (Ferla, seconda metà del XVII – prima metà del XVIII) è stato un architetto e urbanista italiano.

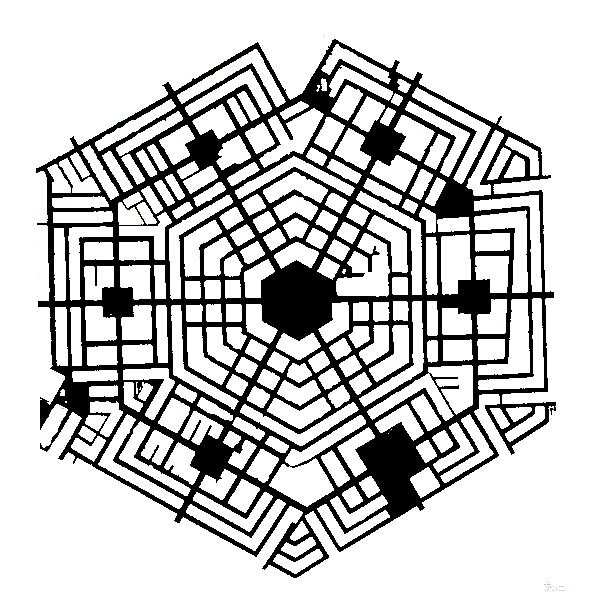
Piano urbanistico di Grammichele

Il suo nome è legato al progetto di ricostruzione di Grammichele dopo la distruzione della città nel terremoto del 1693.
Singolarmente scarse le notizie sulla vita e l'attività di questo architetto. Non si conoscono le date di nascita e di morte e neppure le modalità della sua formazione, anche se si può supporre che si sia svolta all'interno dell'ordine religioso di appartenenza come tanti altri progettisti siciliani del periodo. Infatti risulta che fra' Michele appartenne all'ordine nei Minori Osservanti.
Fra' Michele da Ferla compare nella storia dell'urbanistica subito dopo il terremoto, nel 1693, quando, proveniente da Mazzarino  al seguito del principe di Butera Carlo Maria Carafa Branciforte,  si trovò sul sito dell'antico centro abitato di Occhialà da ricostruire completamente più a valle, a due chilometri circa dal sito originario. La nuova città, realizzata su disegno di fra Michele da Ferla, presenta un impianto esagonale e radiale che sicuramente ha come modello la manualistica relativa alle fortificazioni alla moderna, a loro volta riferibili alle elaborazioni della città ideale rinascimentale.  A Grammichele i lati che delimitano la pianta sono intercettati nel loro punto medio da tre assi viari che suddividono la città in sei parti uguali; al centro è situata l’ampia piazza anch’essa esagonale.
La pianta esagonale di Grammichele, seppure non originale, trova solo pochissimi precedenti (Palmanova) e trova un parallelo in quella di Avola (poco distante) che negli stessi mesi veniva messa sul terreno dall'anziano gesuita Angelo Italia.
La paternità di tale schema è spesso stata discussa, rimarcando il ruolo dello stesso principe Carafa. Tuttavia è fra' Michele che, secondo un cronista anonimo del tempo, intagliò il piano "sopra una lastra di lavagna", ancora esistente, e "che n’esegui anche il tracciato sul terreno" con l'aiuto di due operai.
Nel nel 1703 fra’ Michele da Ferla ebbe un soggiorno di lavoro a Mazzarino che potrebbe essere stato finalizzato proprio a una consulenza per la corretta esecuzione dei progetti del Duomo di Santa Maria della Neve  e della Chiesa di Sant'Ignazio di Loyola dell’architetto Angelo Italia, morto nel 1700, di cui forse era stato allievo.  Infatti risulta aver completato anche i lavori della Chiesa di Sant'Angelo Carmelitano a Licata, anch'essa su progetto del vecchio padre gesuita.

## Opere principali
- Piano urbanistico di Grammichele;
- Chiesa di S. Maria Maddalena a Buccheri;
- Chiesa di Sant'Antonio Abate a Ferla
- Chiesa di Sant' Ignazio di Loyola e collegio dei Gesuiti a Mazzarino
- Duomo di Mazzarino, su progetto di Angelo Italia